# شبكات باراماونت الدولية
شبكات باراماونت الدولية (بالإنجليزية: Paramont Networks International)‏ هي القسم العالمي لفاياكوم سي بي إس. يشرف القسم على إنتاج وبث وترويج العلامات التجارية الرئيسية لشركة فاياكوم سي بي إس خارج الولايات المتحدة. تشمل هذه العلامات التجارية إم تي في، في إتش 1، نيكلوديون، كوميدي سنترال، بي إي تي، كولورز، قيم ون بالإضافة إلى القنوات التي تحمل علامة سي بي إس التجارية (المملوكة ملكية مشتركة مع شبكات آي إم سي الدولية).
يقع مقر الشبكات في مدينة نيويورك ولندن. توجد مكاتب دولية أخرى في ساو باولو وبرلين وستوكهولم وأمستردام ووارسو ومدريد وميلانو ومومباي وباريس وسنغافورة وبودابست وسيدني وغيرها. تم افتتاح أول مكاتبها الدولية في أواخر الثمانينيات في لندن وأمستردام مع إطلاق إم تي في أوروبا. تم إنشاؤها من إعادة تسمية العلامة تجارية لشبكات إم تي في من فاياكوم، والتي تضمنت إم تي في وبي إي تي وفي إتش 1 ونيكولوديون وكوميدي سنترال. روبرت باكيش هو رئيس شبكات فاياكوم سي بي إس العالمية منذ عام 2011، بعد أن شغل مناصب مختلفة في فاياكوم منذ عام 1997.

## التقسيمات
اعتبارًا من يناير 2020، تم تقسيم شبكات فاياكوم سي بي إس الدولية إلى مجموعتين للعلامات التجارية (الترفيه والشباب، والأطفال والعائلة)، وثلاثة محاور إقليمية (المملكة المتحدة وأستراليا، أوروبا والشرق الأوسط وأفريقيا وآسيا، الأمريكتين).

### الهند
تدير فاياكوم 18 قنوات فاياكوم سي بي إس في الهند. إنها عملية مشتركة بين فاياكوم سي بي إس و تي في 18. كما أنها تدير علامة جي إي سي التجارية وأيضًا محلية الصنع كولورز.

### آسيا
شبكات فاياكوم سي بي إس آسيا والمحيط الهادئ، التي كانت تعرف سابقًا باسم شبكات إم تي في آسيا والمحيط الهادئ و فاياكوم الإعلامية الدولية آسيا والمحيط الهادئ، يقع مقرها في سنغافورة وتم إطلاقها في عام 1994، وهي تضم ثلاث قنوات تلفزيونية مميزة، إم تي في ونيكلوديون وكوميدي سنترال وفي إتش 1 في منطقة آسيا والمحيط الهادئ تصل إلى أكثر من 300 مليون أسرة. منذ إنشائها في 1 يناير 1994، وفرت شبكات إم تي في آسيا والمحيط الهادئ قنوات محلية للجماهير الشابة عبر آسيا وأستراليا. تم تأسيسها في البداية كقناتين إم تي في (إم تي في آسيا وإم تي في ماندرين)، وقد عبرت شبكات إم تي في عبر القارة وكل منصة توصيل عن طريق تلبية احتياجات الجمهور من خلال برمجة محلية بلغات مختلفة عبر عشر قنوات إم تي في، وثماني قنوات نيكلوديون، وأربع قنوات في إتش 1 والعديد من العروض الجزئية لقنوات ذات علامات تجارية عبر منطقة آسيا والمحيط الهادئ. كانت مبادرات توطين الشركة رائدة، وساهم نموها السريع في آسيا بشكل كبير في أن تصبح إم تي في أكبر شبكة تلفزيون في العالم.
تتكون شبكات إم تي في آسيا والمحيط الهادئ من 17 موقعًا إلكترونيًا و 21 قناة تلفزيونية يمكن رؤيتها خلال 24 ساعة وفقرات عرض برامج جزئية لقنوات مختلفة في أجزاء مختلفة من آسيا. على عكس الفروع الأوروبية والأمريكية اللاتينية، التي يتم تنظيمها من قبل هيئة التنظيم الرئيسية في المقر الرئيسي، فإن قنوات شبكات إم تي في آسيا يتم تنظيمها بشكل منفرد من قبل هيئة تنظيم الدولة.

### المملكة المتحدة وأستراليا
شبكات فاياكوم سي بي إس الدولية المملكة المتحدة، شمال وشرق أوروبا هي قسم إقليمي لشبكات فاياكوم سي بي إس الدولية. يقع مقرها الرئيسي في لندن ووارسو ، مع المقر الإقليمي في جميع أنحاء شمال ووسط أوروبا. وهي تدير المحتوى الناطق باللغة الإنجليزية لإم تي في في جميع أنحاء أوروبا والعالم، كما أنها تدير قنوات (إم تي في روكس، إم تي في بيْس، إم تي في هيتس، إم تي في ميوزك) التي تخدم غالبية أوروبا.

### أوروبا، الشرق الأوسط، أفريقيا، آسيا
شبكات فاياكوم سي بي إس الدولية أفريقيا سابقًا شبكات إم تي في أفريقيا وشبكات فاياكوم الإعلامية الدولية أفريقيا هي شركة تابعة لفاياكوم سي بي إس
يشمل قسم أفريقيا العلامات التجارية الترفيهية من: إم تي في، إم تي في ميوزك 24، كوميدي سنترال، نيكلوديون، نيكتونز، نيكجونيور، وبي إي تي. قسم افريقيا أيضا يحتوي على قنوات من أوروبا وهي: إم تي في أوروبا، إم تي في البرتغال، إم تي في فرنسا إم تي في لايف إتش دي وفي إتش ون.
منذ عام 2006، تقع مكاتب شبكات إم تي في أفريقيا في جوهانسبرغ، جنوب أفريقيا. في السابق، كانت مكاتب الشبكات موجودة في مقر شبكات إم تي في أوروبا في لندن، المملكة المتحدة.

### الأمريكتان
شبكات فاياكوم سي بي إس الدولية الأمريكتان سابقًا باسم شبكات إم تي في أمريكا اللاتينية وشبكات فاياكوم الإعلامية العالمية الأمريكتان هي شركة فرعية إقليمية شبكات فاياكوم سي بي إس الدولية. يقع مقرها التشغيلي في ميامي، فلوريدا، الولايات المتحدة، وسيتم نقلها قريبًا إلى المكسيك والبرازيل والأرجنتين. نظرًا لوجودها حاليًا في الولايات المتحدة، يتم تنظيم جميع القنوات من قبل هيئة الاتصالات الفيدرالية وهيئة البث الأمريكية، على الرغم من عدم بثها حتى في الولايات المتحدة.